# Mary Cyrene Burch Breckinridge
Mary Cyrene Burch Breckinridge (née le 16 août 1826 à Georgetown, dans le comté de Scott (Kentucky); morte le 8 octobre 1907 à Buffalo, New York) fille de Clifton Rhodes et Alethia Viley Burch. Elle épousa John Cabell Breckinridge le 12 décembre 1843 dont elle eut cinq enfants. Deuxième dame des États-Unis de 1857 à 1861, Mary Breckinridge fut veuve en 1875, et mourut en 1907 à l'âge de 81 ans,,.